# Renate Rustler-Ourth
Renate Rustler-Ourth (* 6. April 1949 in Salzburg, Österreich) ist eine österreichische Schauspielerin und Regisseurin.

## Leben
Renate Rustler-Ourth ist Schauspielerin seit 1975 und erhielt ihre Bühnenreifeprüfung in München. Als eine der ersten weiblichen Regisseurinnen im deutschen Sprachraum schuf sie ihre erste Inszenierung: Der Turm von Peter Weiss im Jahre 1982. Anschließend bekam sie Verträge im theaterorganisatiorischen Bereich am Landestheater Salzburg. 1988 nach dem Tod Georges Ourths erfolgte ihre Wahl zur Künstlerischen Direktorin der Elisabethbühne Salzburg.
Sie  hatte Gastinszenierungen am Grand Théatre Luxembourg (Die Erwartung, Oper v. A. Schönberg, mit Leopold Hager und Günter Brus, Anne Frank von Goodrich). Seit 1988 ist sie Leiterin der Schauspielschule der Elisabethbühne und Theaterpädagogin. Als Theaterleiterin gelangen ihr  1988 Kooperationen mit Theatern in Litauen und Moskau und eine Kooperation mit der Moskauer Kunsthochschule GITIS. Höhepunkt zweisprachig erarbeiteter Inszenierungen war die Zusammenarbeit mit dem russischen Regisseur Pjotr Fomenko.
Ab 1992 übernahm sie Lektorate an der Paris-Lodron-Universität Salzburg und erhielt 1995 einen Troll-Borostyani Preis der Stadt Salzburg. Unter ihrer Leitung übersiedelte die Elisabethbühne 1996 in den Petersbrunnhof. Ab 1997 war sie gesamtverantwortliche Intendantin und Leiterin der Schauspielschule an der Elisabethbühne – Schauspielhaus bis 2004. 1999 gehörte Renate Rustler-Ourth zu den Gründungsmitgliedern des stART Festivals aktueller Musik. 2004 erhielt sie eine Auszeichnung für Verdienste um das kulturelle Leben der Stadt. Ab 2005 erfolgten Inszenierungen, Museumsprojekte sowie Ausbildungs- und Übersetzungstätigkeiten.

## Inszenierungen
Ihre insgesamt 44 Inszenierungen erfolgten an der Elisabethbühne (heute Schauspielhaus Salzburg), an den Théatres de la Ville de Luxembourg, am Kasemattentheater und am Stadttheater Trier. Dazu gehörten: 
- Gombrowicz: Yvonne, die Burgunderprinzessin und die Trauung mit Harald Krassnitzer
- Shakespeare: Was ihr Wollt
- Hamlet, Tschechow: die Möwe und Drei Schwestern
- Kleist: Die Familie Schroffenstein
- Dürrenmatt: König Johann
- Rostand: Cyrano de Bergerac
- Mnouschkine/Mann: Mephisto
- Lars Noren: Blut
- Falk Richter: Unter Eis und Ausnahmezustand